# Clathurella
Clathurella là một chi ốc biển, là động vật thân mềm chân bụng sống ở biển trong họ Clathurellidae, họ ốc cối.

## Các loài
Các loài thuộc chi Clathurella bao gồm:
- Clathurella capaniola (Dall, 1919)[2]
- Clathurella clathra Lesson, 1842[3]
- Clathurella epidelia Duclos in Chenu, 1848[4]
- Clathurella eversoni Tippett, 1995[5]
- Clathurella extenuata (Dall, 1927)[6]
- Clathurella fuscobasis Rehder, 1980[7]
- Clathurella maryae McLean & Poorman, 1971[8]
- Clathurella perdecorata (Dall, 1927)[9]
- Clathurella pulicaris Lesson, 1842[10]
- Clathurella rava (Hinds, 1843)[11]
- Clathurella rigida (Hinds, 1843)[12]
- Clathurella salarium P. Fischer in Locard, 1897[13]
- Clathurella subquadrata (E. A. Smith, 1888)
- Clathurella tessellata [14]: đồng nghĩa của Kermia tessellata (Hinds, 1843)